# DuckDuckGo
DuckDuckGo (DDG) es un motor de búsqueda que hace hincapié en la protección de la privacidad de los usuarios y en evitar la burbuja de filtros de los resultados de búsqueda personalizados. DuckDuckGo no muestra resultados de búsqueda procedentes de granjas de contenido. Utiliza varias API de otros sitios web para mostrar resultados rápidos a las consultas y para los enlaces tradicionales utiliza la ayuda de sus socios (principalmente Bing) y su propio rastreador.
La empresa tiene su sede en Paoli, Pensilvania, Estados Unidos, y contaba con 149 empleados en octubre de 2021. El nombre de la empresa es una referencia al juego infantil llamado, en idioma inglés, Duck, Duck, Goose (Pato, pato, Ganso).

## Historia
DuckDuckGo fue fundada por Gabriel Weinberg y lanzada el 29 de febrero de 2008 en Valley Forge, Pensilvania Weinberg es un empresario que anteriormente lanzó Names Database, una red social ya desaparecida. Inicialmente autofinanciada por Weinberg Union Square Venture y un puñado de inversores ángeles."
El socio de Union Square, Brad Burnham, declaró: "Invertimos en DuckDuckGo porque nos convencimos de que no sólo era posible cambiar la base de la competencia en las búsquedas, sino que era el momento de hacerlo. Además, Trisquel, Linux Mint y el navegador web Midori pasaron a utilizar DuckDuckGo como motor de búsqueda predeterminado"
DuckDuckGo obtiene ingresos a través de anuncios (qué, no obstante, se pueden desactivar si el usuario lo desea) y programas de afiliación El motor de búsqueda está escrito en Perl y se ejecuta en nginx, FreeBSD y Linux.
DuckDuckGo se basa principalmente en las API de búsqueda de varios proveedores. Por ello, TechCrunch calificó el servicio como un motor de búsqueda "híbrido". Weinberg explicó los inicios del nombre con respecto al juego infantil en idioma inglés duck, duck, goose. Sobre el origen del nombre, dijo: "Un día me vino a la cabeza y me gustó. Ciertamente está influenciado/derivado de duck duck goose, pero aparte de eso no hay ninguna relación, por ejemplo, una metáfora". DuckDuckGo apareció en el Elevator Pitch Friday de TechCrunch en 2008, y fue finalista en el BOSS Mashable Challenge de 2008.
En 2010, DuckDuckGo comenzó a utilizar la privacidad para diferenciarse de sus competidores.
En julio de 2010, Weinberg puso en marcha un sitio web de la comunidad de DuckDuckGo (duck.co) para permitir que el público informara de los problemas, discutiera sobre los medios para difundir el uso del motor de búsqueda, solicitara características y discutiera sobre el código fuente del proyecto. La empresa registró el nombre de dominio ddg.gg el 22 de febrero de 2011, y adquirió duck.com en diciembre de 2018, que se utilizan como alias de URL acortados que redirigen a duckduckgo.com.
En 2013, GNOME reemplazó Google por DuckDuckGo como motor de búsqueda predeterminado en la versión 3.1.0 de su navegador, GNOME Web. Y en 2014, Moonchild Productions también reemplazó Google por DuckDuckGo, tanto como motor de búsqueda predeterminado como en la página de inicio de la versión 24.4.0 de su navegador web Pale Moon.
El 6 de mayo de 2014 renovó su portal de interfaz simplificada y la adaptó a un mayor consumo de memoria y recursos mediante la adición de imágenes y vídeos, tal como comenzaban a dictar las tendencias modernas de los buscadores web.
Desde su comienzo y hasta 2014 DDG utilizó logos conmemorativos ante diferentes eventos, del mismo modo que Google usa los llamados Doodles. Así es que desde junio de 2014 cuando se modificó el logo por la campaña Reset the Net, esa fecha estas variaciones en los logos no han vuelto a aparecer.
El 18 de septiembre de 2014, Apple incluyó DuckDuckGo como opción de búsqueda, a partir tanto de Mac OS X Yosemite y iOS 8. Meses después, en noviembre de 2014, Mozilla también lo adoptó como opción de búsqueda a partir de la versión 33.1 de su navegador web Mozilla Firefox.
El 14 de diciembre de 2017 el navegador web Brave incluyó la opción de colocar a DuckDuckGo como buscador predeterminado si se escoge la opción de navegación privada.
A raíz de la multa de 4340 millones de euros impuesta a Google por la Comisión Europea el 18 de julio de 2018, DuckDuckGo emitió una serie de mensajes en Twitter denunciando la conducta anticompetitiva de Google para con las extensiones web hechas por DuckDuckGo para Chrome.
En marzo de 2019, Google incluyó a DuckDuckGo como opción de búsqueda para 61 países en la versión 73 de su navegador web Chrome.
Durante el mes de abril de 2020, DDG superó la cantidad de 1840 millones búsquedas mensuales, su marca hasta el momento, que sería luego superada en julio del mismo año al alcanzar los 1 961 441 390 de búsquedas.
El 1 de julio de 2020 fue temporalmente baneado en la India, posiblemente como consecuencia de la suspensión de la aplicación TikTok por parte del gobierno de ese país.
En julio de 2021, DuckDuckGo presentó su función de reenvío de correo electrónico Email Protection, que permite a los usuarios reclamar una dirección de correo electrónico "@duck.com" generada por el servicio. Esa bandeja de entrada recibirá los correos electrónicos y los despojará de los rastreadores de datos antes de reenviarlos a la dirección de correo electrónico privada del usuario. La función se lanzó en versión beta para los usuarios de las aplicaciones de DuckDuckGo para iOS y Android.
En noviembre de 2021, tuvo una media de 101 millones de búsquedas diarias.
El 1 de marzo de 2022, en respuesta a la invasión rusa de Ucrania de 2022, DuckDuckGo puso en pausa su asociación con Yandex Search. El 9 de marzo de 2022, el CEO de DuckDuckGo, Gabriel Weinberg, dijo en un tuit que DuckDuckGo bajaría de rango los sitios asociados con la desinformación rusa, una medida que algunos usuarios criticaron como censura y una violación del compromiso del motor de búsqueda con la "búsqueda imparcial." DuckDuckGo se defendió de las críticas afirmando que "la principal utilidad de un motor de búsqueda es proporcionar acceso a información precisa. Los sitios de desinformación que publican deliberadamente información falsa para engañar a la gente van directamente en contra de esa utilidad".
En abril, DuckDuckGo dijo que protegería a sus usuarios de ser rastreados por el marco de trabajo de Google Accelerated Mobile Pages, declarando: "Cuándo cargas o compartes una página AMP de Google desde cualquier aplicación de DuckDuckGo (iOS/Android/Mac) o extensiones (Firefox/Chrome), la página web original será usada en lugar de la versión AMP de Google".
En mayo del 2022, un reporte de Bleeping Computer por el investigador de seguridad Zach Edwards reveló que el navegador de DuckDuckGo permitía que los rastreadores de Microsoft siguieran ejecutándose al visitar páginas que no pertenecían a DuckDuckGo, caso contrario a los rastreadores de Google y Facebook que eran bloqueados. Weinburg mencionó que "este problema solo ocurre en navegadores y afecta a sitios web que no pertenecen a DuckDuckGo", añadiendo que "cuándo cargas nuestros resultados de búsquedas, eres completamente anónimo, incluyendo anuncios" y que "desafortunadamente nuestro acuerdo de sindicación de búsquedas con Microsoft no nos permite hacerle más a sus propiedades. Aun así, hemos estado continuamente trabajando y esperamos poder hacer más pronto." añadiendo que "estamos hablando de protección la cual la mayoría de navegadores ni siquiera intentan hacer — siendo, el bloqueo de los rastreadores de terceros antes de que carguen en sitios web. Debido a que hacemos esto siempre que podemos, la privacidad de los usuarios sigue estando más protegida con DuckDuckGo que con Safari, Firefox, y otros navegadores."

## Características
El motor de búsqueda está escrito en código Perl, un servidor web Nginx y se ejecuta principalmente en FreeBSD. La mayor parte del código fuente de DuckDuckGo es propietario como sucede con otros buscadores. Mientras que otra parte es software libre alojado en GitHub bajo la licencia Apache 2.0 y según se informa en su web, DDG está compuesto cada vez por más código abierto
DuckDuckGo está basado en la API de los principales motores de búsqueda (sobre todo de Yahoo!). Por eso TechCrunch caracteriza al servicio DuckDuckGo como un motor de búsqueda híbrido.

### Privacidad
DuckDuckGo hace hincapié en la privacidad que proporciona su uso. Afirman no almacenar ninguna información personal como por ejemplo dirección IP o el agente de usuario. Ofrecen, además de la versión por defecto, dos versiones no JavaScript (HTML y lite), un servicio oculto de Tor, varias configuraciones de privacidad (incluyendo POST y RefControl) y permiten personalizar el buscador usando parámetros de URL en lugar de cookies que, de forma predeterminada, no se usan.

### Resultados de la búsqueda
Los resultados mostrados por DuckDuckGo provienen de su propia araña web DuckDuckBot; de más de 400 sitios especializados en diferentes temáticas como Goodreads, MetroLyrics, Stack Overflow, Wikipedia, Wolfram Alpha, o Yelp; y de su diferentes partners, como Yandex o Yahoo!, siendo Bing el principal. Se excluye de sus fuentes a Google.
DuckDuckgo ofrece búsqueda de productos, un servicio similar a los de otros buscadores como Google o Bing, para búsqueda específica agrupada por categorías como Imágenes, Noticias, Videos y Mapas. Algunas otras categorías como Productos (artículos de venta en línea dentro del mismo buscador), Lista o Recetas están disponibles en idiomas como inglés pero aún en proceso de traducción al español.
| Servicio | Descripción |
| -------- | --- |
| Imágenes | Permite al usuario buscar fotos e imágenes de interés con filtros similares a los de otros buscadores web. |
| Mapas    | Los mapas se muestran tanto embebidos en los resultados como desde la pestaña "Mapas". Estos mapas son embebidos también al buscar por ejemplo "Pizzas en Buenos aires". Para las direcciones de los mapas, desde la página de Configuración se permite elegir entre Bing, Google, HERE u OpenStreetMap. Desde junio de 2019, los mapas son provistos por Apple Maps. |
| Letras   | Actualmente no traducido al español por lo que solo puede usarse ingresando "lyrics" junto al nombre de la canción a buscar. |
| Noticias | Muestra resultados relevantes a la consulta desde una amplia gama de fuentes en línea y servicios de información. |
| Recetas  | Actualmente no traducido al español por lo que solo puede usarse ingresando "recipes" junto al nombre de la receta a buscar. |
| Videos   | Busca videos y en la mayoría de los casos, principalmente Youtube, permite reproducirlos desde el mismo buscador. |

### Características especiales

#### Bangs
Las palabras clave !Bang dan a los usuarios la posibilidad de buscar en sitios web específicos de terceros, utilizando el propio motor de búsqueda del sitio. Esta búsqueda abreviada consiste en agregar al principio o final de la búsqueda un comando que se compone de un signo de admiración y unas letras. Algunos ejemplos de uso:
- 3DJuegos: FIFA !3dj muestra directamente los resultados para la búsqueda del videojuego FIFA entre la biblioteca del sitio 3DJuegos.

- IMDb: Introducir Superbad !imdb llevará a la búsqueda de Superbad en el sitio de la base de datos de películas Internet Movie Data Base (IMDb).

- Wikipedia: Introducir Cervantes !w lleva directamente al artículo de Miguel de Cervantes Saavedra de la Wikipedia en el idioma que esté configurado DuckDuckGo.

Actualmente, luego de que en 2018 DDG decidiera suprimir unos 2.000 bangs por cuestiones legales, existen unos 13.505  para una diversa gama de sitios web como Facebook, Google, OpenStreetMap, Reddit, Steam, sitios de ventas como AliExpress, Amazon o Mercado Libre, o varias universidades como la Universidad de Cambridge, de Granada o de Míchigan, entre otras categorías.

#### Respuestas instantáneas
Instants Answers muestra el extracto de un resultado relevante de más de 100 fuentes sin que el usuario tenga que hacer clic para ingresar a otro sitio, de forma similar al Búsqueda instantánea de Google. Esta característica puede deshabilitarse desde la sección Configuración. DuckDuckGo muestra más de 1.200 Respuestas instantáneas. Algunas de ellas son:
- Calculadora: Se puede realizar cálculos mediante la introducción de una fórmula de números o palabras, como por ejemplo: (3 * 4) + 6 -(pi / 2) y también ecuaciones, como por ejemplo: 2x + 6 = 12

- Clima: Las condiciones climáticas, temperatura, viento, humedad y pronóstico, para muchas ciudades, se puede ver escribiendo clima en (o también tiempo en o pronostico) seguido del nombre de una ciudad o provincia.[61] Por ejemplo: clima Beirut.

- Conversión de moneda: Un conversor de dinero o moneda puede ser seleccionado, escribiendo los códigos de moneda (que se enumeran en la norma ISO 4217). Por ejemplo: 5.45 € en GBP, 6000 USD en euros, 5000 yen en euros (el dólar de EE.UU o el euro pueden escribirse también como "$" o "€" respectivamente).

- Dirección IP: Permite conocer la dirección dirección IP pública buscando my ip o ip.

- Hora: La hora, fecha y zona horaria de muchas ciudades y países del mundo pueden ser vistos escribiendo el nombre del lugar seguido de la palabra hour. Por ejemplo: El Cairo hour.

- Mapas: Muestra la ubicación de un lugar determinado simplemente introduciendo el nombre o código postal antes o después de la palabra map o mapa. La fuente utilizada para mostrar información de las direcciones puede elegirse entre Bing Maps, Google Maps, HERE Maps y OpenStreetMap. Por ejemplo: nueva york mapa, mapa Arredondo o 25700 mapa.

## Incidente
En marzo de 2018, DuckDuckGo introdujo una función en su aplicación de navegador de Android que recupera el favicon de todos los sitios web visitados de un servicio alojado por DuckDuckGo. Varios usuarios expresaron sus preocupaciones sobre la privacidad con respecto a este cambio. DuckDuckGo cerró el tema refiriéndose a su política de privacidad, que establece que el servicio no almacena ninguna información personal. Esta función también se introdujo en junio de 2019 en la aplicación iOS.
En julio de 2020, este problema volvió a surgir en Hacker News . En respuesta, Weinberg prometió eliminar el problema moviendo esta función directamente a la aplicación.

## Recepción
En 2011 Harry McCracken de la revista Time recomendó el buscador. El autor afirmó que le recordaba a Google en sus inicios. DDG fue incluido en la lista de los 50 mejores sitios de internet de 2011 de la revista. Ambos artículos fueron escritos tres años del comienzo de DDG, cuando este no contaba aun con herramientas que se agregarían luego. 
En mayo de 2020, el CEO de Twitter, Jack Dorsey, hizo pública su preferencia por utilizar el motor de búsqueda DuckDuckGo en lugar de Google. "Me encanta DuckDuckGo", escribió Dorsey en Twitter. "Mi motor de búsqueda por defecto desde hace un tiempo. ¡La aplicación es aún mejor!"

### Tráfico

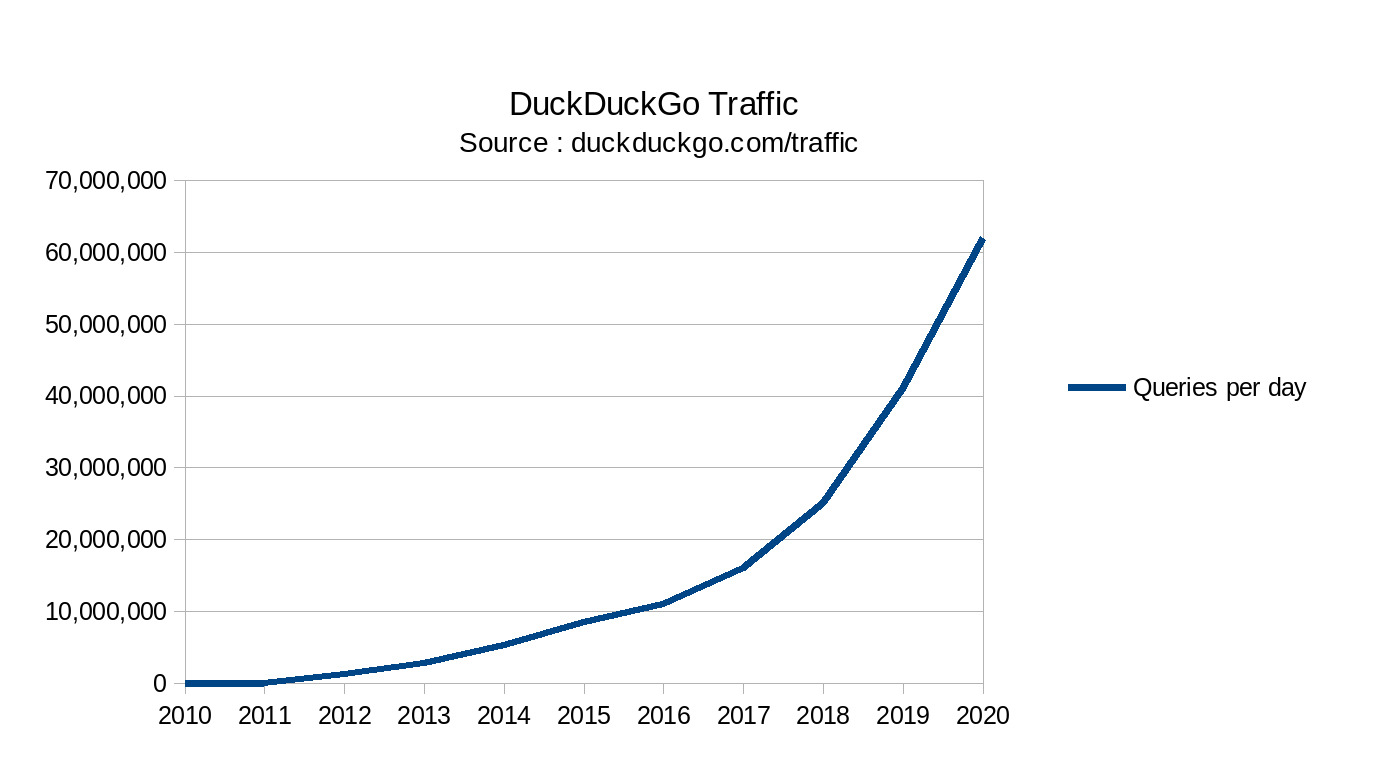
Tráfico diario. Años 2010 a 2020.

Las estadísticas precisas de su uso en Internet son públicas en su web. Allí se observa que durante el mes de agosto de 2020, DDG superó la cantidad de 2.022 millones de búsquedas mensuales, su récord hasta el momento. Durante septiembre de 2020, registró el récord de 72.304.436 búsquedas diarias.
El sitio pasó de ubicarse en el puesto 1.908 mundial de Alexa Internet en el año 2013, al puesto 644 en 2014 y actualmente al 172 en agosto de 2020. El sitio de análisis web para empresas SimilarWeb lo ubica en el puesto 46 del escalafón mundial y 28 en Estados Unidos. Este es el país que aporta la mayor parte del tráfico (49%), seguido por Reino Unido, Alemania, Canadá y Francia.
En el mercado de buscadores web, DuckDuckGo representó en agosto de 2020 el 0,53% de las búsquedas a nivel mundial y el 1,75% en Estados Unidos, siendo este el país con mayor adopción del buscador, seguido por Francia (1.09%), Países Bajos (0,98%), Nueva Zelanda (0,8%), Alemania (0,77%) y Reino Unido (0,75%), según datos el sitio web Statcounter.

### Adopción
DuckDuckGo es actualmente el motor de búsqueda por defecto para los navegadores Dillo, Falkon, GNU IceCat, GNOME Web, K-Meleon, Midori, Pale Moon, rekonq, SRWare Iron y Tor. Y forma parte de los motores de búsqueda ofrecidos en los navegadores Google Chrome, Mozilla Firefox, Brave, Opera, Safari y Vivaldi.